# Karavukovo
Karavukovo (serbocroata cirílico: Каравуково; alemán: Wolfingen) es un pueblo de Serbia perteneciente al municipio de Odžaci en el distrito de Bačka del Oeste de la provincia autónoma de Voivodina.
En 2011 tenía 4233 habitantes. Casi todos los habitantes son étnicamente serbios.
Su topónimo viene a significar "lugar del lobo negro", aunque no está claro el origen del nombre. El pueblo fue fundado a finales del siglo XVIII por los habitantes de varias aldeas que en 1770 habían sido destruidas en una inundación del Danubio. La población era en principio de origen principalmente alemán, pero en la Segunda Guerra Mundial más de mil personas huyeron de aquí en 1944 caminando durante un mes hasta Austria y en los años siguientes fue repoblada la localidad con serbios procedentes de Pčinja.
Se ubica en la periferia occidental de la capital municipal Odžaci.